# Microtus nasarovi
Microtus nasarovi is een zoogdier uit de familie van de Cricetidae. De wetenschappelijke naam van de soort werd voor het eerst geldig gepubliceerd door Shidlovsky in 1938.

## Voorkomen
De soort komt voor in Armenië en Azerbeidzjan.